# Steel Prophet
Steel Prophet es una banda de power metal estadounidense, liderada por el guitarrista Steve Kachinsky.

## Historia
La banda inició en 1984 en Middletown, Connecticut, Estados Unidos. La primera alineación consistía en Kachinsky en guitarras, Gary Stocking como vocalista, Wayne Faircloth en el bajo y Harry Blackwell en la batería. El grupo se mudó a California en 1987. Luego de algunos cambios en la alineación, lanzaron el demo Inner Ascendance en 1990, el cual logró gran repercusión en la escena metal underground estadounidense. Su primer álbum, The Goddess Principle, fue lanzado en 1995. A partir de allí, han grabado trece discos de estudio y participado en numerosos álbumes tributo, entre los que destacan "Holy Dio: A Tribute to Ronnie James Dio" y "A Tribute to Scorpions".

## Discografía
- Inner Ascendance (1990)
- The Goddess Principle (1995)
- Continuum EP (1996)
- Into the Void (Hallucinogenic Conception) (1997)
- Dark Hallucinations (Nuclear Blast, 1999)
- Messiah (Nuclear Blast, 2000)
- Genesis (Nuclear Blast, 2000)
- Book of the Dead (Nuclear Blast, 2001)
- Unseen (Nuclear Blast, 2002)
- Beware (Nightmare Records, 2004)
- Shallows Of Forever (Steel Legacy Records, 2008)
- The Goddess Principle (vinyl rerelease) (Pure Steel Records, 2014)
- Omniscient (Cruz Del Sur Records, 2014)
- Into the Void & Continuum EP (re-release) (Pure Steel Records, 2014)
- Into the Void & Continuum EP (vinyl re-release) (Pure Steel Records, 2014)
- Omniscient (vinyl re-release) (Cruz Del Sur Records, 2015)

## Músicos
- Steve Kachinsky - Guitarra
- Jon Paget - Guitarra
- Vince Dennis - Bajo
- John Tarascio - Batería

### Anteriores
Voz
- Rick Mythiasin
- Nadir D'Priest (London, D'Priest)
- Bruce Hall (Agent Steel)
- Nick Mantis
- Scott Lindsenbardt
- Gary Stocking

Guitarra
- Jimmy Williams (Vindikation)
- John Pons
- Horacio Colmenares (New Eden, Axehammer)
- John Paget
- Domenic Chavira
- Pete Skermetta
- Vince Dennis (Body Count, Obscene Gesture)

Bajo
- Glenn Cannon (Hellion)
- Wayne Faircloth
- Vince Dennis (Agent Steel)

Batería
- Gene McEven (Neil Turbin)
- Karl Rosqvist (Sorg, Vindikation, Danzig, The Chelsea Smiles)
- Pat Magrath (Prototype, Killing Culture)
- Pete Parada (Engine, Halford, Face to Face, The Offspring)
- John Tarascio
- Harry Blackwell
- Kevin Cafferty
- Steve Aresco